# فهرست قطعات هواگردها
- بال
- موتور
- شهپر
- برآافزا
- برآکش
- پیش‌بال
- بدنه هواپیما
- ملخ بالگرد
- فرمان هواپیما
- بالابر
- شاه‌تیر
- موتورپوش
- ماهیواره

Nacelle = پوشش موتور
Inboard aileron = شهپر داخلی بال
Skin = پوسته بر روی Frame قرار میگیرد و ساختار بدنه را کامل میکند
Bulkhead = دیواره های عرضی و عمودی هواپیما
Pylon = رابط و متصل کننده پوشش موتور به بال یا بدنه (در جنگنده‌ها متصل کننده بمب‌ها به زیر بال)
Slat = برآ افزای لبه حمله
Spoiler = برآ کش (از بین برنده برآ)
Frame = تقویت کننده‌های عرضی بدنه هواپیما
Longeron = تقویت کننده طولی بدنه 
Propeller = ملخ
Engine = موتور
Fuselage = بدنه
Wing = بال
Nose gear = ارابه فرود دماغه
Main landing gear = ارابه فرود اصلی
Cowl = پوشش موتور
Wing tip = نوک بال
Flap = برآ افزا (وسیله‌ای در لبه فرار بال برای افزایش نیروی "برآ" بال. نیروی "برآ" نیروی اصلی عامل نگهدارنده وسایل پرنده در هوا و عامل غلبه بر نیروی وزن هواپیما میباشد. نیروی "برآ" دارای ارتباط مستقیم با سرعت هواپیما بوده و با افزایش سرعت افزایش و با کاهش سرعت کاهش میابد. بنابراین در رژیمهای پروازی برخاست (take-off) و نشست (landing) که سرعت هواپیما کم است برای جبران کمبود نیروی برآ از فلپ یا برآ افزا استفاده میشود)
Wing leading edge = لبه حمله بال (لبه جلوئی بال که جریان هوا در اولین مرحله قبل از رسیدن به بال به آن برخورد مینماید.)
Wing trailing edge = لبه فرار بال (لبه عقبی بال که جریان هوا پس از عبور از رو و زیر بال در آن قسمت از بال جدا میگردد.)
Fin = پره یا دم عمودی
Stabilizer = پایدار کننده یا دم افقی
Elevator = بالابر (عامل بالا یا پائین برنده دماغه هواپیما)
Rudder = رادر یا سکان عمودی متحرک (عامل گردش هواپیما)
Aileron = شهپر (عامل چرخش هواپیما)
Airfoil = ماهیواره یا مقطع بال (مقطع دوکی شکل یا مقطع ماهیواره)
Airfoil shape = شکل مقطع بال
Spar = شاه تیر یا تیر اصلی در امتداد دهانه بال (دهانه بال = Wing span = از نوک بال راست تا نوک بال چپ)
Rib = ریب (تقویت کننده وشکل دهنده عرضی بال)
Stringer = ستونهای فرعی بال
Stiffener = تقویت کننده